# Marile Câmpii

Statele și provinciile Marilor Câmpii. În roșu, al 100-lea meridian vest.

Marile Câmpii (în engleză Great Plains) este o regiune geografică din America de Nord acoperită în mare măsură de prerie, stepă și pășuni, care se întinde la vest de râul Mississippi și la est de Munții Stâncoși. Un timp aceste prerii erau tipice Old West-ului american, iar astăzi sunt folosite intensiv pentru agricultură. Cea mai mare parte a Marilor Câmpii se găsesc în Statele Unite, dar unele porțiuni mici se extind în Canada și Mexic.
Marile Câmpii acoperă (în funcție de demarcație) o suprafață de aproape 2 milioane de kilometri pătrați și se întind până la o lățime maximă de peste 750 km și o lungime de aproape 3000 km, și cuprind în totalitate statele Kansas, Nebraska, Dakota de Nord, Dakota de Sud, părți importante din Colorado, Iowa, Minnesota, Missouri, Montana, New Mexico, Oklahoma, Texas, Wyoming, și porțiunile sudice ale provinciilor canadiene Alberta, Saskatchewan și Manitoba.

## Diviziuni

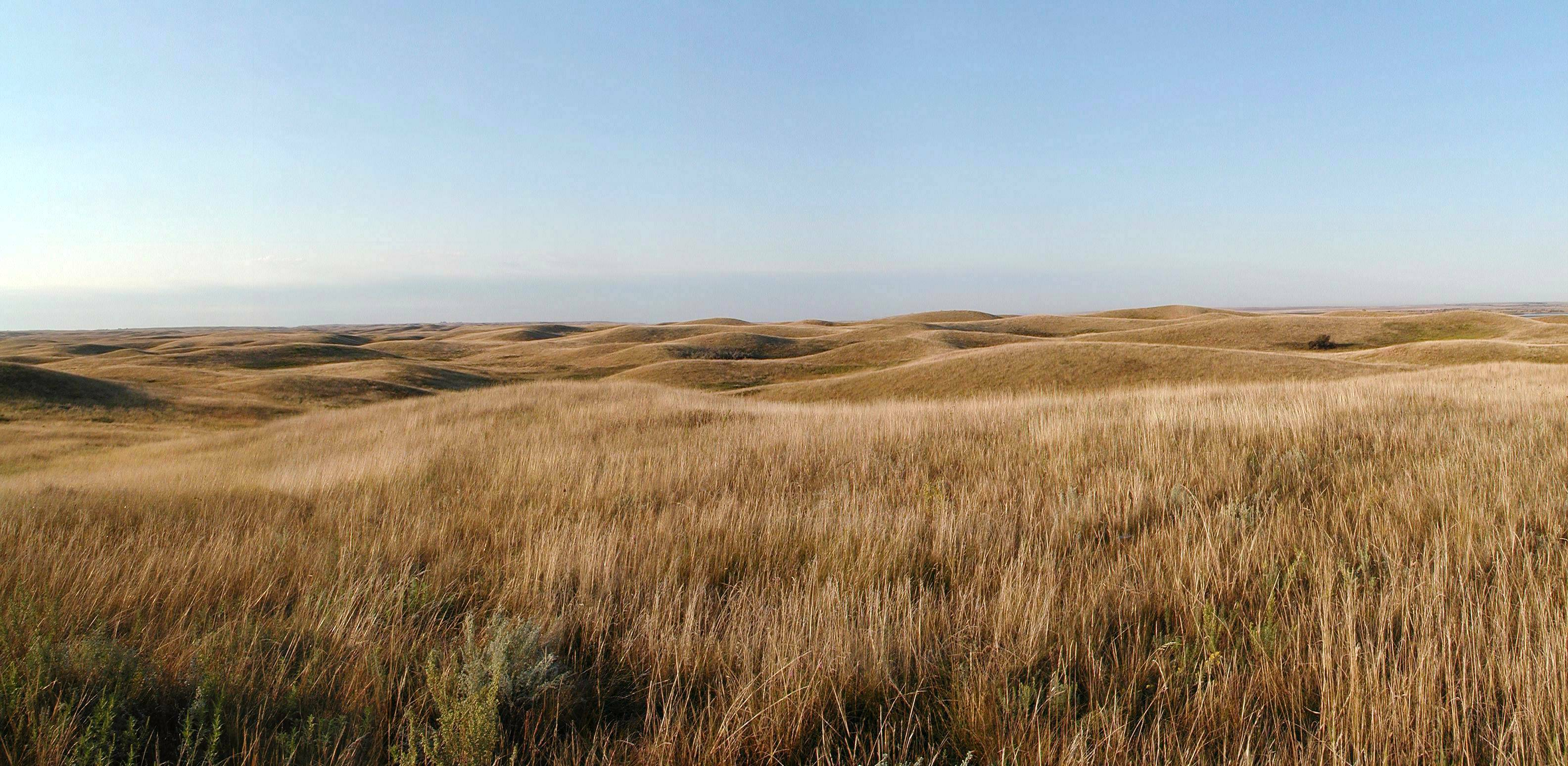
Prerie din Dakota de Nord.

Serviciul de prospectare geologică al Statelor Unite împarte porțiunile Marilor Câmpii în zece subdiviziuni:
- Missouri Coteau sau Missouri Plateau (care se extinde și în Canada) - cuprinde Dakota de Sud, nordul și estul Dakotei de Nord și nord-estul Montanei;
- Coteau du Missouri-  vestul Dakotei de Sud, nord-estul Wyomingului, sud-vestul Dakotei de Nord și sud-estul Montanei;
- Black Hills – vestul Dakotei de Sud;
- High Plains – sud-estul Wyomingului, sud-vestul Dakotei de Sud, vestul Nebraskei (inclusiv Sand Hills), estul statului Colorado, vestul Kansasului, vestul Oklahomei, estul statului New Mexicoși nord-vestul Texasului (inclusiv Llano Estacado și Texas Panhandle);
- Plains Border – Kansasul central și nordul Oklahomei (inclusiv Flint Hills, Red Hills și Smoky Hills);
- Colorado Piedmont – Colorado de est;
- Secțiunea Raton – New Mexico de nord-est;
- Pecos Valley – New Mexico de est;
- Edwards Plateau – Texasul central de sud; și
- Central Texas - Texasul  Central.

## Istoric

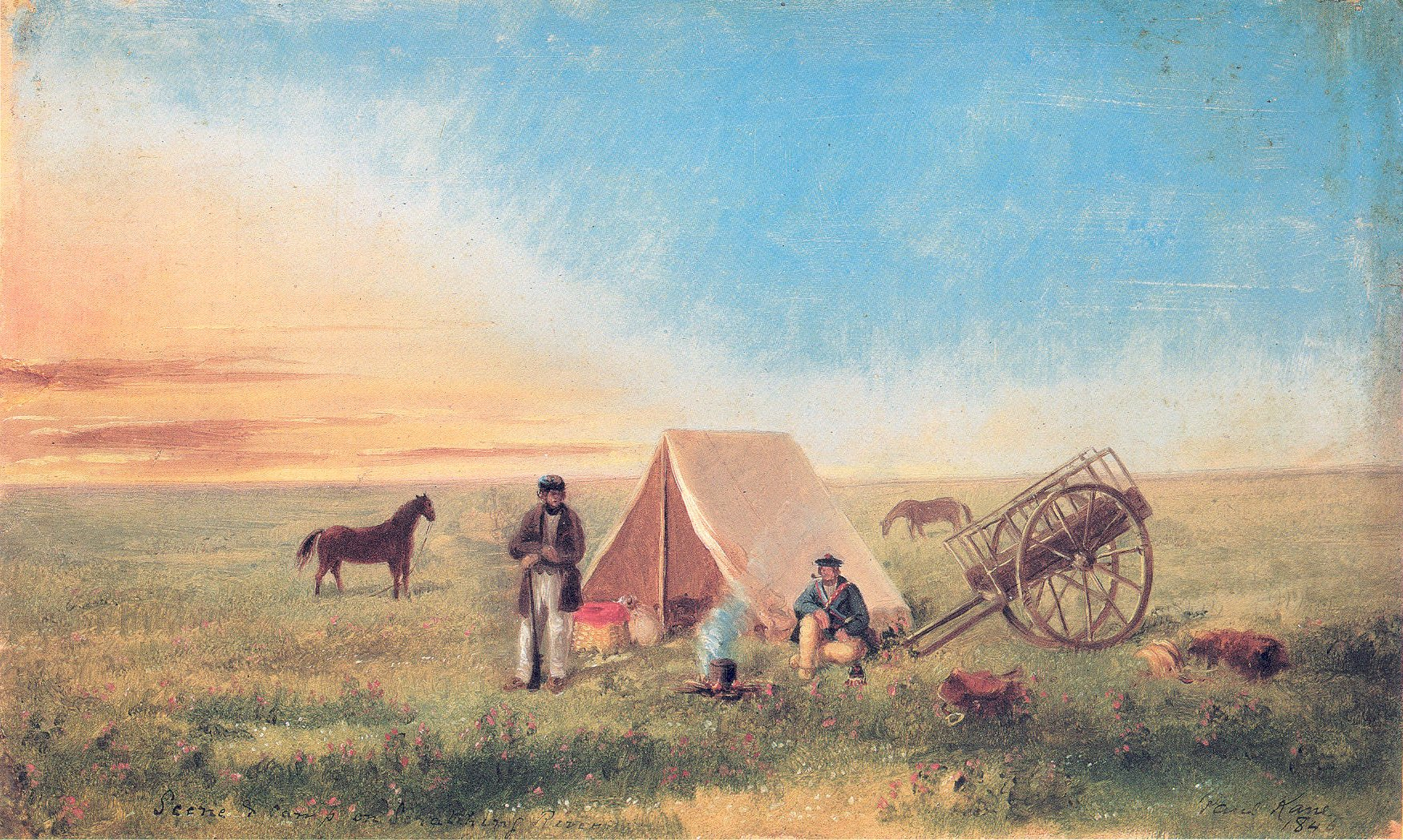
Paul Kane, Camping on the Prairie. Pictură în ulei, 1846. Scena îl prezintă pe Paul Kane (1810-1871) însoțit de ghidul său în Marile Câmpii din Dakota.

Așa-numiții homesteaders, coloniști în Nebraska centrală, în 1886.

Din punct de vedere istoric, Marile Câmpii au fost zona unde bizonii erau vânați de către indienii de câmpie, printre care se numără triburile Blackfoot, Crow, Sioux, Cheyenne, Arapaho, Comanche. Partea de est a Marilor Câmpii a fost locuită de triburi semi-sedentare, care trăiau în colibe de noroi, precum Arikara, Mandan, Pawnee și Wichita.
Odată cu sosirea lui Francisco Vásquez de Coronado, un conchistador spaniol trimis de viceregele Noii Spanie, Antonio de Mendoza, se poate asista la prima incursiune europeană în Marile Câmpii, într-o zonă care este astăzi Texas, Kansas și Nebraska, din 1540 până în 1542. În același timp, Hernando de Soto a traversat Marile Câmpii în direcția vest-nord-vest, peste ceea ce sunt acum Oklahoma și Texas, traseu care se numește De Soto Trail. Spaniolii au crezut atunci că pe Marile Câmpii se aflau miticele șapte orașe de aur.
În secolele care au urmat, comerțul cu blănuri a adus în Marile Câmpii mii de europeni, mai ales pielari francezi, spanioli și britanici. Odată cu achiziția Louisianei
din 1803 și expediția lui Lewis și Clark în 1804, Marile Câmpii au devenit mai accesibile coloniștilor europeni. Un important centru de comercializare a blănurilor a fost înființat la Fort Lisa, pe râul Missouri, în Nebraska. Aceste așezări timpurii au deschis ușa vastei expansiuni spre vest care avea să acopere în curând Marile Câmpii.
După 1870, noile căi ferate de peste Câmpii au adus vânători care au ucis aproape toți bizonii pentru pieile lor. Căile ferate au făcut mai atractive pământurile din Marile Câmpii și transportul fermierilor americani a devenit mai ușor, motiv pentru care populația a început să crească foarte mult. De asemenea, coloniștii au profitat de diferitele legi pentru a obține bucăți de pământ. Speculatorii de terenuri și amplificatorii locali au identificat multe orașe pentru potențial de dezvoltare. Orașele au înflorit dacă erau favorizate de apropierea de calea ferată, în timp ce celelalte au devenit orașe fantomă.
Homestead Act din 1862 a încurajat dezvoltarea agricolă a Marilor Câmpii. Un colonist putea revendica până la 160 de acri (65 de hectare) de pământ, cu condiția ca el să trăiască pe acea bucată de pământ pe o perioadă de cinci ani și să o cultive. Prevederile legii au fost extinse în conformitate cu Kinkaid Act din 1904. Sute de mii de oameni au revendicat astfel de terenuri, uneori construind case chiar din pământul însuși. Mulți dintre ei nu erau fermieri calificați, iar eșecurile erau frecvente. Dominion Lands Act din 1871 din Canada a îndeplinit o funcție similară pentru înființarea de gospodării în prerii.
Regiunea centrată aproximativ pe Oklahoma Panhandle a fost cunoscută sub numele de Dust Bowl la sfârșitul anilor 1920 și începutul anilor 1930, inclusiv sud-estul statului Colorado, sud-vestul Kansasului, Texas Panhandle și extremul nord-est al statului New Mexico. Efectele unei secete extinse, ale cultivării necorespunzătoare și ale marii crize economice din 1929 au forțat mulți fermieri să părăsească Marile Câmpii.
Începând cu anii 1950, multe zone din Marile Câmpii au devenit zone pentru cultivații datorită irigațiilor extensive pe marile terenuri. Porțiunea de sud a Marilor Câmpii se află deasupra Ogallala Aquifer (Acviferul Ogallala), o zonă uriașă cu straturi subterane acvifere. Irigarea cu pivot central este utilizată pe scară largă în secțiunile mai uscate ale Marilor Câmpii, ceea ce duce la epuizarea acviferului la o rată mai mare decât capacitatea solului de a se reîncărca.
Zonele rurale ale Marilor Câmpii au pierdut o treime din populația din 1920. Această problemă este adesea exacerbată de consolidarea fermelor și de dificultatea de a atrage în regiune industrii moderne.

## Centrele urbane majore

### SUA
- Amarillo, Dallas, Fort Worth, Lubbock, Odessa (Texas),
- Colorado Springs, Denver, Fort Collins  (Colorado)
- Kansas City (Missouri)
- Oklahoma City, Tulsa (Oklahoma)
- Omaha (Nebraska)
- Wichita (Kansas)

### Canada
- Calgary, Edmonton (Alberta)
- Regina (Saskatchewan)